# Mount Kinangop
Mount Kinangop är en bergstopp i Kenya. Den ligger i den centrala delen av landet, 70 km norr om huvudstaden Nairobi. Toppen på Mount Kinangop är 3 906 meter över havet, eller 850 meter över den omgivande terrängen. Bredden vid basen är 24,0 km. Mount Kinangop ingår i Aberdare Range.
Terrängen runt Mount Kinangop är huvudsakligen kuperad, men åt nordväst är den bergig. Mount Kinangop är den högsta punkten i trakten. Trakten runt Mount Kinangop är nära nog obefolkad, med mindre än två invånare per kvadratkilometer. Det finns inga samhällen i närheten. I omgivningarna runt Mount Kinangop växer huvudsakligen savannskog.